# Señorita (sång)
Señorita är en sång skriven av Benny Borg, och inspelad av honom 1976 på albumet Mina låtar på mitt sätt.  En inspelning av Matz Bladhs från albumet Leende dansmusik 87 låg på Svensktoppen i två veckor under perioden 3-10 maj 1987, både gångerna med två niondeplatser.
Sången har även spelats in av flera olika dansband i Sverige och Norge.

### Fotnoter
1. ↑  ”Mina låtar på mitt sätt”. Svensk mediedatabas. 13 mars 1976. http://smdb.kb.se/catalog/id/001885180. Läst 10 augusti 2014.
2. ↑  ”Leende dansmusik 87” (på engelska). Discogs. 13 mars 1987. http://www.discogs.com/Matz-Bladhs-Leende-Dansmusik-87/release/4385133. Läst 10 augusti 2014.
3. ↑  ”Svensktoppen”. Sveriges Radio. 13 mars 1987. http://sverigesradio.se/Diverse/AppData/Isidor/files/2023/3483.txt. Läst 10 augusti 2014.
4. ↑  ”Matz Bladhs - 20 Gobiten 2005” (på norska). For svingende. 13 mars 2004. http://www.forswingende.com/?id=10092006370111. Läst 10 augusti 2014.